# Ingolfiella xarifae
Ingolfiella xarifae är en kräftdjursart. Ingolfiella xarifae ingår i släktet Ingolfiella och familjen Ingolfiellidae. Inga underarter finns listade i Catalogue of Life.